# Franz Peucker
Franz Peucker (* 7. August 1881 in Grünberg, Provinz Schlesien; † 24. Januar 1936 in Münster) war ein deutscher Jurist, Verwaltungsbeamter und Politiker (Zentrum).

## Leben
Nach dem Besuch der Gymnasien in Sagan und Sorau studierte Peucker Rechts- und Staatswissenschaften an den Universitäten in Leipzig, München und Kiel, das er mit beiden Juristischen Staatsexamina abschloss. Er war seit dem Studium Mitglied der katholischen Studentenverbindungen KStV Teutonia Leipzig und KStV Saxonia München im KV. 1910 wurde er an der Universität Leipzig mit der Dissertation „Luftschiffahrtrecht“ zum Doktor der Rechte promoviert. Ab 1912 war er ein Jahr Gerichtsassessor im Anwaltsbüro von Felix Porsch in Breslau. Von dort aus wechselte er in den preußischen Verwaltungsdienst.
Peucker war von 1913 bis 1914 Bürgermeister in Rößel, dann Stadtsyndikus in Kreuznach und von 1915 bis 1920 Bürgermeister in Patschkau, wo er von 1918 bis 1919 auch für die Kreisverwaltung tätig war. Von Mai 1920 bis 1933 amtierte er als Landrat des Landkreises Glatz und stellvertretender Vorsitzender des mittelschlesischen Landkreisverbandes. Während dieser Zeit war er Ehrenmitglied des Glatzer Gebirgsvereins. 1933 wurde er von der NSDAP als Landrat abgesetzt und als Regierungsrat an das Oberpräsidium in Münster (Westfalen) abgeschoben.
Peucker war ab 1920 für die Zentrumspartei Mitglied des Provinziallandtages und des Provinzialausschusses von Niederschlesien. Im Dezember 1924 wurde er als Abgeordneter in den Preußischen Landtag gewählt, dem er bis 1932 angehörte. Im Parlament vertrat er den Wahlkreis 7 (Breslau).